# Мачала, Милан
Милан Мачала (чеш. Milan Máčala; 4 августа 1943, Бискупице, Злин, Протекторат Богемии и Моравии) — чехословацкий футболист, выступавший на позиции полузащитника. Получил большую известность в качестве футбольного тренера.

## Карьера
В профессиональном футболе Мачала дебютировал в клубе «Готтвальдов», впоследствии играл в различных чехословацких клубах, но без особого успеха, за сборную страны не выступал. Спустя несколько лет после завершения карьеры футболиста Мачала стал главным тренером клуба «Сигма», затем тренировал ещё ряд чехословацких клубов, а в 1990 году стал главным тренером сборной Чехословакии которую тренировал на протяжении трёх лет. В 1994 году уехал работать в Кувейт, где возглавил сборную и клуб «Казма», с тех пор и по настоящее время работает с клубами и сборными командами ближневосточного региона. Кроме сборной Кувейта в разные годы возглавлял сборные ОАЭ, Саудовской Аравии, Омана и Бахрейна. Кроме сборных тренировал различные клубы Кувейта, Саудовской Аравии, ОАЭ и Катара.

## Достижения
- Чемпион ОАЭ (1): 2003/04
- Финалист Лиги чемпионов АФК (1): 2005
- Победитель Кубка наций Персидского залива (1): 1996, 1998
- Тренер года в Чехословакии (2): 1989, 1990